# Ойскірхен
Ойскірхен (нім. Euskirchen) — місто в Німеччині, знаходиться в землі Північний Рейн-Вестфалія. Підпорядковується адміністративному округу Кельн. Входить до складу району Ойскірхен.
Площа — 139,63 км2. Населення становить 58 466 ос. (станом на 31 грудня 2020).